# Boutonnière (geologie)

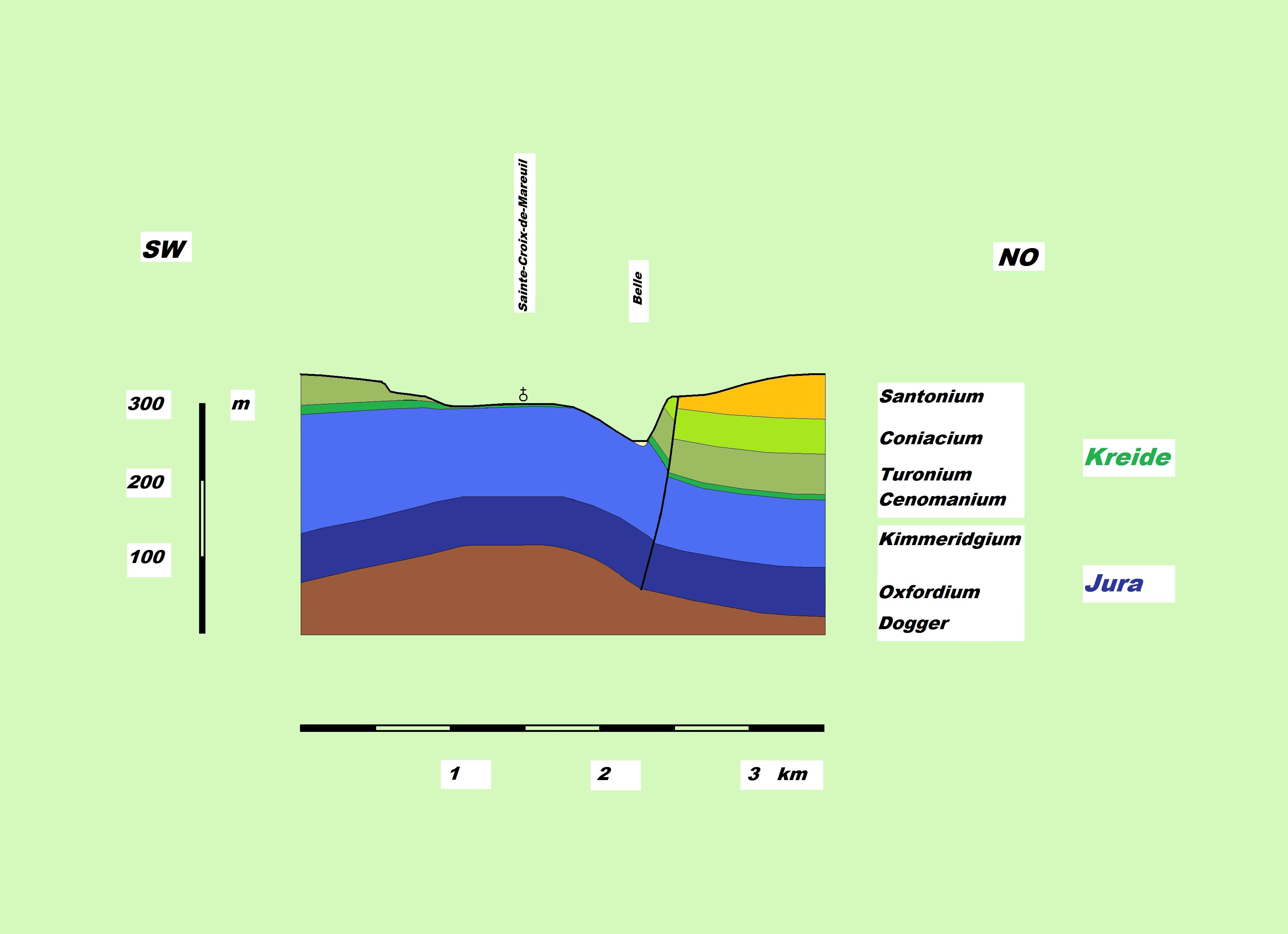
Doorsnede door een boutonnière

Een boutonnière is een geologisch verschijnsel.
Het is een laagte die ontstaat boven een anticlinaal, indien daar door erosie de deklagen van het hardere onderliggende gesteente zijn verwijderd. Hierdoor vormt zich een reliëfinversie.